# Kevin Mbabu
Kevin Samuel Mbabu (Chêne-Bougeries, Suiza, 19 de abril de 1995) es un futbolista suizo. Juega en la posición de defensa y su equipo es el F. C. Midtjylland de la Superliga de Dinamarca.

## Selección nacional
Fue internacional en categorías inferiores con Suiza. El 8 de septiembre de 2018 debutó con la selección absoluta en el primer partido de la fase de grupos de la Liga de Naciones de la UEFA contra Islandia jugando todo el encuentro.

## Clubes
| Club                         | País       | Año       |
| ---------------------------- | ---------- | --------- |
| Servette F. C.               | Suiza      | 2012-2013 |
| Newcastle United F. C.       | Inglaterra | 2013-2016 |
| Rangers F. C. (cedido)       | Escocia    | 2015      |
| B. S. C. Young Boys (cedido) | Suiza      | 2016-2017 |
| B. S. C. Young Boys          | Suiza      | 2017-2019 |
| VfL Wolfsburgo               | Alemania   | 2019-2022 |
| Fulham F. C.                 | Inglaterra | 2022-2024 |
| Servette F. C. (cedido)      | Suiza      | 2023      |
| F. C. Augsburgo (cedido)     | Alemania   | 2023-2024 |
| F. C. Midtjylland            | Dinamarca  | 2024-     |

## Palmarés

### Campeonatos nacionales
| Título             | Club                | País  | Año  |
| ------------------ | ------------------- | ----- | ---- |
| Superliga de Suiza | B. S. C. Young Boys | Suiza | 2018 |
| Superliga de Suiza | B. S. C. Young Boys | Suiza | 2019 |